# Conseil suisse des aînés
 (août 2017).
 (avril 2020).
Si vous disposez d'ouvrages ou d'articles de référence ou si vous connaissez des sites web de qualité traitant du thème abordé ici, merci de compléter l'article en donnant les références utiles à sa vérifiabilité et en les liant à la section « Notes et références ».
Le Conseil suisse des aînés a été créé en 2001 par le Conseil fédéral, au titre d’organe consultatif. Il représente les demandes économiques et sociales des personnes âgées envers le Parlement fédéral, le Conseil fédéral, les autorités fédérales, les associations, les institutions, les médias et l’opinion publique.

## Organisation
Le CSA a la forme juridique d’une association. Les membres sont les deux organisations faîtières des associations de seniors en Suisse : l’Association suisse des aînés (ASA) et la Fédération des associations de retraités et l’entraide en Suisse (FARES). Toutes deux désignent chacune 16 délégués au Conseil et un membre à la Coprésidence. L’organe suprême du Conseil des aînés est l’Assemblée des délégués, composée de l’ensemble des 34 membres du Conseil.

## Objectifs
Représentant les intérêts et étant la « voix des seniors en Suisse », le CSA s’engage pour le respect de la dignité, de la qualité de vie et de l’autonomie des personnes âgées. Le CSA promeut la participation des anciennes générations dans la société et la solidarité entre les générations. Par son activité le Conseil contribue au développement d’un filet de sécurité social intergénérationnel et de bonne composition sociétale pour l’ensemble de la population. Il représente les seniors dans la Commission fédérale de l’AVS/AI et dans la Commission fédérale du logement, ainsi que dans de nombreux organes spécialisés.
Il est représenté dans chaque organisation active dans les domaines de la politique de la vieillesse. Il prend position lors des consultations de la Confédération sur les projets de loi.

## Contrat de prestations avec la Confédération
Le rôle du CSA est décrit dans le rapport de 2007 du Conseil fédéral sur la Stratégie en matière de politique de la vieillesse. Les moyens pour le fonctionnement du Conseil sont fournis en application de l’art. 101bis de la Loi sur l’AVS. Les objectifs de l’engagement sont fixés dans un contrat avec l’Office fédéral des assurances sociales.

## Constitution
La création du Conseil suisse des aînés eut lieu le 26 novembre 2001 par la réunion de deux associations préexistantes .
A l’instigation de la Conseillère fédérale d’alors Ruth Dreifuss, les personnes concernées doivent défendre elles-mêmes leurs intérêts et participer activement à la vie sociétale pour exprimer leurs besoins. Ces fonctions doivent être exercées par elles, non par des experts. Déjà un an plus tard, des représentants du Conseil des seniors participèrent, dans la délégation suisse, à la 2ème Conférence mondiale de l’Onu sur le vieillissement à Madrid. Le plan d’actions qui en résultat détermine encore aujourd’hui largement la politique suisse de la vieillesse. Depuis lors, le Conseil contribue au processus de la participation des populations âgées aux décisions les concernant et s’engage pour leur participation également au niveau des cantons et des communes.

## Actualité
Les priorités du CSA sont en 2018 la lutte contre les conditions de vie précaires d’un tiers des retraités, l’augmentation constante des coûts de l’assurance maladie et la situation d’une partie croissante de la société : les chômeurs de plus de 50 ans. S'y ajoutent en 2021 la discrimination due à l’âge dont les violences et l’engagement pour la réforme de la prévoyance vieillesse lancée par le Conseiller fédéral Alain Berset.
Un autre domaine d’activités est le suivi des diverses possibilités du soutien à la vie dans l’environnement habituel (Ambient Assisted Living), avec pour but un maintien plus longtemps de l’autonomie grâce à des systèmes techniques d’assistance. Dans une société de longue vie, l’offre de soins médicaux est d’importance centrale ; actuellement sont actuelles notamment les questions relatives aux soins de longue durée et à leur financement. D’autres priorités sont la participation des personnes âgées à la société de l’information ainsi que les besoins spécifiques des seniors issus de l’immigration.